# Dacia Lodgy
A Dacia Lodgy egy egyterű autó (MPV, multi-purpose vehicle), amelyet 2012 óta forgalmaz a márka. Mint a Dacia összes modelljét, ezt a típust is Renault néven forgalmazták egyes országokban, például Oroszországban, mert ott nincs nagyon jó hírneve a Dacia névnek. A jármű a 2012-es genfi autószalonon mutatkozott be. Teljesen új platformot fejlesztettek ki a modellnek, amelyre később társa, a Dacia Dokker furgon épült. Mint az összes többi Dacia-ból, úgy a Lodgy-ból is készült Stepway és Techroad-változat. Háromcsillagos értékelést ért el az Euro NCAP törésteszten 2012-ben, amely a legalacsonyabb értéknek számított abban az évben. A típus számára vadonatúj gyárat létesített a Renault a marokkói Tangerben (A többi Dacia-val ellentétben a Lodgy csak ott készül). 2011-ben raliautó változat is készült a Lodgyból. A modell az Andros Trophy versenyen vesz részt. Alain Prost és fia, Nicolas Prost, győzelemre vitték a típust. A teszt idején a két Prost vezette az első két modellt, a harmadik Lodgy-raliautót pedig Evens Stievenart vezette.

## Áttekintés
A jármű a Renault-Nissan által kifejlesztett közös B platformra készült. A Lodgy elsőkerék meghajtású és 2 fajta motorral rendelhető: 1.3 L-es benzin motorral, 1.5 L-es gázolaj motorral. A Lodgy az első Dacia amelyhez lehet rendelni sebesség limitert, navigációs rendszert 7 inches érintőképernyővel, mint opció a Laureate felszereltségen. Bluetooth és USB kapcsolat is elérhető volt, amit a Dacia Dusterben mutattak be korábban. Az autó csak balkormányos kivitelben elérhető,5 vagy 7 üléses verzióban.